# La exiliada del sur
«La exiliada del sur» es un poema de la artista chilena Violeta Parra musicalizado por Patricio Manns. El poema trata sobre los lugares del sur de Chile que Violeta recorrió durante su vida y donde a la vez se dejaba una parte de ella. Las dos versiones más conocidas son de Inti Illimani y Los Bunkers.
El poema corresponde a la décima número 58, de las noventa pertenecientes al libro Décimas, autobiografía en verso de 1970. Fue René Largo Farías quien le enseñó el poema a Patricio Manns y le propuso musicalizarlo. Manns le puso el título al tema, originalmente anónimo, y en su versión original musicalizada masculinizó el género de la letra, modificó unos pocos versos y quitó los cuatro últimos.

## Versión de Inti Illimani
La banda chilena Inti-Illimani hizo una versión que está incluido en su sexto álbum Autores chilenos publicado en 1971. 
El disco es un homenaje a los autores chilenos que iniciaron el movimiento de la Nueva Canción Chilena.

### Créditos
Inti-Illimani
- Jorge Coulón: Voz, Guitarra
- Horacio Durán: Charango, Tiple, voz.
- Horacio Salinas: Voz, Guitarra, Tiple; Dir. Musical
- Max Berrú: Bombo legüero, Pandero, Maracas, Voz
- Ernesto Pérez de Arce: Quena, Voz
- José Seves: Voz, Guitarra, Quena

## Versión de Los Bunkers
La banda chilena Los Bunkers hizo una versión del tema basándose en la versión de Inti Illimani para su tercer álbum de estudio, La culpa (2003). Se lanzó como el tercer sencillo del álbum en mayo de 2004. 
Junto con «Canción para mañana» son las únicas dos canciones de la banda que cantan tres integrantes de la banda: Álvaro, Francisco y Mauricio.  

### Posicionamiento en listas
| Lista                       | Posición |
| --------------------------- | -------- |
| Chile (Chile Singles Chart) | 18       |

### Créditos
Los Bunkers
- Álvaro López – Voz principal, Guitarra
- Francisco Durán – Voz principal, Guitarra eléctrica
- Mauricio Durán – Voz principal, Guitarra eléctrica
- Gonzalo López – Bajo eléctrico
- Mauricio Basualto – Batería

Ingeniería y masterización
- Chalo González: Ingeniería de sonido